# Алијасинг
У обради сигнала и сродних дисциплина, алијасинг је ефекат који чини да различити сигнали буду исти током дискретизовања сигнала. Такође се односи на изобличење или грешку која истиче када се сигнал реконструише из узорака који се разликују од оригиналних континуираних сигнала.
Алијасинг се може јавити у сигналима узоркованих на време, на пример дигитални аудио, и назива се временски алијасинг. Алијасинг може доћи и из просторно узоркованих сигнала, на пример дигиталне слике. Алијасинг из просторно узоркованих сигнала се зове просторни алијасинг.

## Опис
Када се дигитална слика посматра, реконструкција се обавља преко дисплеја или штампача уређаја, као и уз помоћ очију и мозга. Ако подаци слика нису правилно обрађени током узорковања или реконструкције, реконструисана слика ће се разликовати од оригиналне слике, и алиас се види.
Пример просторног алијасинга је моаре образац који се може приметити у слабо пикселизирану слику зида. Просторним техникама анти-алијасинг-а би се избегле овакве јадне пикселизације. Алијасинг може бити узрокован било од узрковања фазе или фазе реконструкције; они могу да се разликују позивом за узорковање преклапања преалијасинг-а и реконструкције преклапања посталијасинг-а.
Временски алијасинг је главни проблем у узорковању видео и аудио сигнала. Музика, на пример, може да садржи високе фреквенције компоненти које су нечујне људима. Ако комад музике узорковане на 32000 узорака у секунди (Hz), било која фреквенција компоненте изнад 16000 Хз (Никвистове фреквенције) ће изазвати алијасинг кад музику репродукује дигитално аналогни конвертор (ДАК). Да би се спречила ова анти-преклапања користи се филтер за уклањање компоненти изнад Никвистове фреквенције пре узорковања.
У видеима или кинематографији, временски алијасинг је резултат по стопи ограниченог оквира, и изазива ефекат караван-точка, при чему се точак ротирати преспоро или чак уназад. Алијасинг је променио своју привидну учесталост ротације. Укидање правца може се описати као негативна фреквенција. Фреквенције временског алијасинг-а у видеима и кинематографији се одређује фремовима фотоапарата, али релативни интензитет алиасед фреквенција је одређена преко времена затварача (време експозиције) или употребом временског филтера за смањење алијасинг-а током снимања.
Као и видео камере, већина шема узорковања су периодичне; то јест, имају карактеристичну фреквенцију узорковања у времену или свемиру. Дигитални фотоапарати пружају одређени број узорака (пиксели) по степену или по радианима, или узорци по мм у равни фокуса камере. Аудио сигнали су узроковани (дигитализовани) са аналогно дигиталним конвертором, који производи константан број узорака у секунди. Неки од најдраматичнијих и суптилних примера алијасинг-а јавља се када се сигнал који се узоркује има периодичан садржај.

## Bandlimited функције
Стварни сигнали имају коначно трајање и њихов садржај фреквенција, како је дефинисано Фуријеовом трансформацијом, нема горње границе. Нека количина алијасинг-а увек долази када се узрокују такве функције. Функције које су садржане у фреквенцији су ограничена (бандлимитед) и имају бескрајно трајање. Ако су узроковане на довољно високој стопи, одређивање потпуно оригиналних функција може у теорији бити потпуно реконструисано из бесконачног скупа узорака.

## Bandpass сигнали
Понекад алијасинг се намерно користи за сигнале који немају ниске фреквенције садржаја, под називом појасни сигнали. Undersampling, што ствара ниске фреквенције псеудониме, може да произведе исти резултат, са мање напора, као учесталост мењања-сигнала на нижим фреквенцијама пре узорковања на нижој стопи. Неки дигитални channelizers алиасинзи се могу искористити на овај начин за рачунарску ефикасност. Погледајте узорковања (обрада сигнала), Никвистова стопа (однос узорковања), и Филтер банку.

## Узорци синусоиднефункције
Синусоиде су важан тип периодичне функције, јер реални сигнали су често моделовани као суме многих синусоида различитих фреквенција и различитих амплитуда (као, на пример, Фуријеов ред или трансформишу). Разумевање шта алијасинг ради на појединачне синусоиде је корисно у разумевању шта се дешава њиховом збиру.
Ево, заплет приказује скуп узорака чији узорак интервал је 1, и два (од многих) различита синусоида који су произвели узорке. Узорак-стопа у овом случају је fs=1. На пример, ако је интервал 1 секунда, стопа је 1 узорак по секунди. Девет циклуса црвеног синусоида и 1 циклус плавог синусоида представљају распон интервала од 10 узорака. Одговарајући број циклуса по узорку су fred=0.9 и fblue=0.1. Ако су ови узорци произведени од стране узорковања функције cos(2π (0.9) X-θ) cos(2π и (0,1) к-φ), они су такође произведени од стране тригонометричких идентичних функцијама, јер (2π (-0.9) к + θ) и cos(2π (-0.1) к + φ) уводи користан концепт негативе фреквенције.
У принципу, када је синусоида фреквенције f узоркована са фреквентним fs може се разликовати од оног другог синусоида чија се нормализована фреквенција разликује од f/fs био он цео број (позитивном или негативном) . Замена негативне фреквенције синусоида својом еквивалентном позитивном фреквенцијом, можемо изразити све псеудониме фреквенција f као falias(N)def= |f - N fs| за било који цео број N, са falias(0) = f будући да је стварна вредност, и N има јединице циклуса по узорку. Затим N = 1 алиас fred је fblue (и обрнуто).
Алијасинг је важан када покушава да се реконструише оригинални облик таласа од њених узорака. Најчешћа техника реконструкције производи најмања од falias(N) фреквенција. Дакле, зато је обично важно да falias(0) буде јединствена минимална вредност. Неопходан је и довољан услов за то fs/2 >|f| где fs/2, обично се назива Никвистова фреквенција система чији су узорци по стопи fs. У нашем примеру, стање Никвистове фреквенције је задовољно ако је оригинални сигнал плава синусоида (f = fblue). Али ако је f = fred = 0.9, метод обичне реконструкције ће произвести плаву синусоид уместо црвене.

### Склапање
У горњем примеру, fred и fblue су симетричне око фреквенција fs/2. И уопште, како се f повећава од 0 до fs/2, falias(1) се смањује из fs до fs/2. Слично, као кад f расте из fs/2 у fs, falias(1) наставља да опада из fs/2 до 0.
Графикон амплитуде и фреквенције за једну синусоиду на фреквенцији 0.6 fs и неке од својих алијаса на 0.4 fs, 1.4 fs и 1.6 fs ће изгледати као 4 црне тачаке на слици поред. Црвене линије приказују путеве (лоци) од 4 тачке када подесите фреквенцију и амплитуду синусоиде дуж чврстог црвеног сегмента (између fs/2 и fs). Без обзира коју функцију бирате да промените амплитуде и фреквенције, график ће излагати симетрију између 0 и fs. Ова симетрија се најчешће назива симетрија савијања, и друго име за fs/2(Никуистова фреквенције) је фреквенција савијања. Склапање је најчешће примењено у пракси када гледате фреквенцијски спектар реалних-вредних узорака користећи дискретну Фоуриер-ову трансформацију.

### Комплекс синусоида
Сложени синусоиди су таласастих облика чији узорци су комплексни бројеви, а концепт негативне фреквенције потребно је разликовати. У том случају, фреквенције алијаса су дате само: falias(N) = f - Nfs, дакле, како се f повећава из fs/2 у fs falias(1) иде од -fs/2, до 0. Сходно томе, сложени синусоиди не показују склапање. Сложени узорци правих вредности-синусоида имају нуле-вредности имагинарне делове и показују склапање.

### Узорак фреквенције
Када се услов fs/2 >f  сретне на највишој фреквенцији компоненто оригиналног сигнала, онда се упозна са свим фреквенцијама компоненти. То стање је познато као Никвистов критеријум. То се типично апроксимира филтрирањем оригиналног сигнала да се ублаже високе фреквенције компоненте пре него што се узрокују. Ове ослабљене високе фреквенције компоненте и даље генеришу ниске фреквенције псеудониме, али обично у довољно малим амплитуда да не изазивају проблеме. Филтер изабран у очекивању неког узорка фреквенције се назива анти-алијасинг филтер.
Сигнал филтрира се накнадно реконструише, интерполацијом алгоритама, без значајног додатног изобличења. Већина узрокованих сигнала се не само чува и него и обновља. Али верност из теоријске реконструкције (преко Витакер-Шенон интерполационе формуле ) представља уобичајену меру ефикасности узроковања.

## Историјска употреба
Историјски термин алијасинг еволуирао је од радио технике, због деловања суперхетеродиног пријемника. Када пријемник помера више сигнала на ниже фреквенције, из RF у IF од heterodyning, нежељени сигнал из RF фреквенције подједнако је далеко од локалног осцилатора (LО) фреквенције као жељеног сигнала, али на погрешној страни LО, може завршити на истој ако фреквенција жељени један. Ако је довољно јака да може да омета пријем жељеног сигнала. Овај нежељени сигнал познат је као слика или алиас жељеног сигнала.

## Угаониалијасинг
Алијасинг се јавља сваки пут када је употреба дискретних елемената за снимање или произведени континуирани сигнални узроци фреквенције су двосмислени.
Просторни алијасинг, посебно угаоне фреквенције, може да дође када се репродукује светлосно поље или звучно поље са дискретним елементима, као иу 3D екранима или синтеза таласа поља звука.
Овај алијасинг је видљив у сликама, као што су постери лентикуларне штампе: ако имају ниске угаоне резолуције, онда се један креће поред њих, кажу слева надесно, 2D слика се у почетку мења (тако да изгледа да се лево креће) , онда као један креће на следећу угаону слику, слика се изненада мења (тако да скаче) - и учесталост и амплитуда ове стране-на-страни покрета одговара угаоној резолуцији слике (и за фреквенције, брзина бочног померања посматрача), која је угаони алијасинг на 4D светлосном терену.
Недостатак паралакса о кретању гледаоца у 2D сликама и [3D филмовима] у продукцији стереоскопских наочара (у 3D филмовима ефекат се зове "мењање нагиба", јер слика изгледа да ротира око своје осе) на сличан начин може се посматрати као губитак угаоне резолуције, све угаоне фреквенције алиасед-а до 0 (константа).

## Још примера

### Онлајн аудио пример
Квалитативни ефекти алијасинг-а се  могу чути у следећој аудио демонстрацији. Шест sawtooth таласа се игра у низу, прва два sawtooth таласа имају фундаменталну фреквенцију од 440 Hz (А4), друга два имају фундаменталну фреквенцију од 880 Hz (А5), а преостала два на 1760 Hz(А6). Ѕawtooth алтернатива bandlimited (не-алиасед) sawtooth и алиасед sawtooth и узорковања је 22.05 кHz. У bandlimited-у sawtooth се синтетише и sawtooth таласи Фуријеове серије тако да је хармонија изнад Никуистове фреквенције присутна.
Алијасинг дисторзија на нижим фреквенцијама је све очигледнија са вишим фреквенцијама, и док је bandlimited sawtooth још увек јасно на 1760 Hz, алиасед ѕawtooth је деградиран и оштро са зујањем се чује на фреквенцијама нижим од основних.

### Одређивањеправаца
Облик просторног алијасинга може доћи из антенских низова или микрофонских низова који се користе за процену смера доласка сигнала таласа, као и геофизичка истраживања од сеизмичких таласа. Таласи морају да се узрокују у више од две тачке на таласној дужини или правац таласа који долази постаје нејасна.